# Aeroporto Internazionale Velana
L'Aeroporto Internazionale Velana (IATA: MLE, ICAO: VRMM), precedentemente conosciuto come Aeroporto Internazionale di Malé "Ibrahim Nasir" e prima ancora come Aeroporto Hulhulè, è il principale aeroporto dei sei scali aeroportuali delle Maldive. 
È situato sull'isola di Hulhulé, nel nord dell'atollo di Malé, vicino all'isola della capitale, Male, era intitolato a Ibrahim Nasir (1926-2008), Primo Ministro delle Maldive dal 1957 al 1968 e poi Presidente dal 1968 al 1978.
Malè è stato l'unico aeroporto internazionale delle Maldive fino alla promozione dell'Aeroporto Internazionale di Gan agli standard internazionali.
Gli altri quattro aeroporti sono nazionali e di minor affluenza. 
Aperto il 12 aprile 1966, venne inaugurato ufficialmente con il nuovo nome l'11 novembre 1981. È gestito finanziariamente ed amministrativamente dalla Maldives Airports Company Limited (MACL) su concessione del Presidente delle Maldive.
Il 1º gennaio 2017 l’aeroporto è stato rinominato come Velana International Airport, riferendosi al nome della casa familiare del presidente Ibrahim Nasir. Il rebranding fa parte di un piano strategico per allineare l’aeroporto con la visione economica dell’amministrazione Yameen.